# Płośnica (gmina)
Płośnica – gmina wiejska w województwie warmińsko-mazurskim, w powiecie działdowskim. W latach 1975–1998 gmina położona była w województwie ciechanowskim.
Siedziba gminy to Płośnica.
Według danych z 30 czerwca 2004 gminę zamieszkiwało 5908 osób. Natomiast według danych z 31 grudnia 2019 roku gminę zamieszkiwało 5604 osób.

## Struktura powierzchni
Według danych z roku 2005 gmina Płośnica ma obszar 163,09 km², w tym:
- użytki rolne: 73%
- użytki leśne: 18%

Gmina stanowi 16,91% powierzchni powiatu.

## Demografia

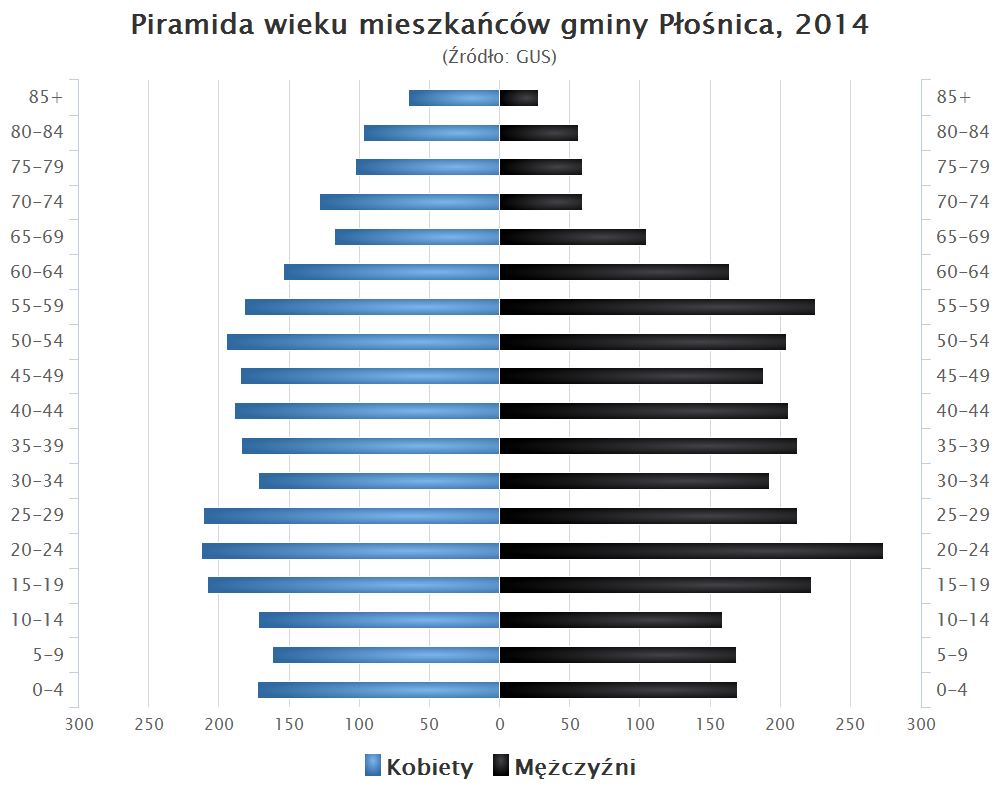
Piramida wieku mieszkańców gminy Płośnica w 2014 roku

Dane z 30 czerwca 2004:
| Opis                              | Ogółem | Ogółem | Kobiety | Kobiety | Mężczyźni | Mężczyźni |
| --------------------------------- | ------ | ------ | ------- | ------- | --------- | --------- |
| jednostka                         | osób   | %      | osób    | %       | osób      | %         |
| populacja                         | 5908   | 100    | 2984    | 50,5    | 2924      | 49,5      |
| gęstość zaludnienia (mieszk./km²) | 36,2   | 36,2   | 18,3    | 18,3    | 17,9      | 17,9      |

## Sołectwa
| 1.  | Gralewo     |
| 2.  | Gródki      |
| 3.  | Gruszka     |
| 4.  | Jabłonowo   |
| 5.  | Mały Łęck   |
| 6.  | Murawki     |
| 7.  | Niechłonin  |
| 8.  | Płośnica    |
| 9.  | Prioma      |
| 10. | Przełęk     |
| 11. | Rutkowice   |
| 12. | Skurpie     |
| 13. | Turza Mała  |
| 14. | Wielki Łęck |
| 15. | Zalesie     |

Miejscowość bez statusu sołectwa: Mały Łęck (osada).

## Sąsiednie gminy
Działdowo, Kuczbork-Osada, Lidzbark, Rybno